# ارين بيترز
ارين بيترز (بالفرنسية: Warren Peters)‏ (و. 1982  م) هو لاعب هوكي الجليد كندي، ولد في ساسكاتون، مركز لعبه هو جناح ‏.

## روابط خارجية
- ارين بيترز على موقع دوري الهوكي الوطني (الإنجليزية)
- ارين بيترز على موقع قاعة مشاهير الهوكي (لاعب أن.إتش.أل) (الإنجليزية)
- ارين بيترز على موقع EliteProspects.com (الإنجليزية)
- ارين بيترز على موقع HockeyDB.com (الإنجليزية)
- ارين بيترز على موقع Hockey-Reference.com (الإنجليزية)